# Ionela Cozmiuc
Ionela Livia Cozmiuc (nascida Lehaci; Câmpulung Moldovenesc, 3 de janeiro de 1995) é uma remadora romena.

## Carreira
Ela é duas vezes campeã mundial no skiff duplo leve feminino pela Romênia, conquistando títulos mundiais consecutivos em 2017 e 2018, e conquistando outro título no skiff duplo leve em 2022. Ela competiu no evento skiff duplo leve feminino nas Olimpíadas de Verão de 2016.
Nos Jogos Olímpicos de Verão de 2024, em Paris, conquistou a medalha de prata na competição de skiff duplo leve feminino, ao lado de Gianina van Groningen, com o tempo de 6:48.78.